# Kamdesh (huyện)
Kamdesh là một huyện thuộc tỉnh Nurestan, Afghanistan. Dân số thời điểm năm 1999 là 13,272 người.